# Ченчик, Таисия Филипповна
Таи́сия Фили́пповна Че́нчик (30 января 1936, Прилуки, Черниговская область — 19 ноября 2013, Челябинск) — советская легкоатлетка, бронзовая призёрка Олимпийских игр. Заслуженный мастер спорта СССР. Кавалер ордена «Знак Почёта».

## Карьера
Первым тренером Таисии стал Герман Реш в 1951 году. В 1960 она приняла участие в Олимпийских играх, где заняла 5-е место.
На Олимпиаде в Токио в 1964 году Таисия Ченчик выиграла бронзовую медаль, уступив австралийке Мишель Браун и румынке Иоланде Балаш.
Шесть раз выигрывала матчи СССР — США.
Четырёхкратная чемпионка СССР и неоднократная призёрка чемпионатов СССР.

## Образование
В 1953 году окончила среднюю школу № 44 в Челябинске и поступила на энергетический факультет ЧПИ. С 1959 по 1962 год работала преподавателем кафедры теоретических основ электротехники ЧПИ, с 1963 по 1968 была аспиранткой МЭИ, с 1968 по 1991 год преподавала на кафедре инженерной электрофизики в МЭИ. Во время работы в МЭИ была учёным секретарём факультета автоматики и вычислительной техники и парторгом своей кафедры.

## Награды
- Орден «Знак Почёта» (16.09.1960) — за успешные выступления в XVII летних и VIII зимних Олимпийских играх 1960 года, а также за выдающиеся спортивные достижения[4]